# Colle della Maddelena
Der Colle della Maddelena ist ein 698 Meter hoher Gebirgspass in der Region Piemont. Er liegt östlich von Turin unmittelbar neben dem Faro della Vittoria.
In den Alpen liegt der gleichnamige Colle della Maddelena, der die Grenze zu Frankreich bildet. Dieser ist auch unter seinem französischen Namen Col de Larche (1991 m) bekannt.

## Auffahrt
Die teils schmale Straße des Colle della Maddelena bildet einen kurzen Abschnitt des Verkehrsnetzes in den Hügeln von Turin und führt auf einer Länge von 2,7 Kilometern von Nordosten nach Südwesten. Den Ausgangspunkt im Nordosten bildet die Ortschaft Eremo. Zuvor können unterschiedliche Wege gewählt werden, um die Passhöhe zu erreichen. 

## Radsport
Im Jahr 1961 stand der Colle della Maddelena erstmals im Programm des Giro d’Italia und stellte damals als auf der 115 Kilometer langen 1. Etappe, die in Turin gestartet und beendet wurde, die einzige Schwierigkeit des Tages dar. Die Fahrer nahmen den Anstieg aus westlicher Richtung in Angriff und fuhren über die Strada Comunale Santa Margherita vorbei an der Villa della Regina nach Eremo, von wo aus die letzten 1500 Meter auf die Passhöhe führten.
Nach längerer Abwesenheit nahm der Pass im Jahr 2022 eine Schlüsselrolle auf der hügligen 14. Etappe ein, auf der er zwei Mal überquert werden musste. Die Organisation wählte eine anspruchsvolle Südost-Auffahrt, die über San Luca auf die Passhöhe führte. Auf den ersten zwei Kilometern wies diese eine durchschnittliche Steigung von 11,6 % auf, wobei Rampen von bis zu 20 % absolviert werden mussten. Sobald die Strada del Colle erreicht worden war, nahmen die Steigungsprozente deutlich ab, ehe auf der Passhöhe eine Bergwertung der 2. Kategorie abgenommen wurde. Die Etappe, die in erster Linie durch die deutsche Bora-hansgrohe Mannschaft animiert worden war, führte zu großen Zeitabständen.
Im Jahr 2024 wurde der Colle della Maddelena als dritte und letzte Bergwertung der 1. Etappe rund 20 Kilometer vor dem Ziel passiert. Die Auffahrt erfolgte erneut über die Strada Comunale Santa Margherita, die im Schnitt mit rund 7 % ansteigt, jedoch Rampen von bis zu 12 % aufweist. Sieger der Bergwertung war der Franzose Lilian Calmejane.
| Jahr | Etappe     | Bergwertung  | Erster am Gipfel | Auffahrt                                     |
| ---- | ---------- | ------------ | ---------------- | -------------------------------------------- |
| 2022 | 14. Etappe | 2. Kategorie | Wilco Kelderman  | Südost (über San Luca)                       |
| 2022 | 14. Etappe | 2. Kategorie | Richard Carapaz  | Südost (über San Luca)                       |
| 2024 | 1. Etappe  | 2. Kategorie | Lilian Calmejane | West (über Strada Comunale Santa Margherita) |